# Ports en Inde
L'Inde est une des plus grandes péninsules du monde avec 7516,6 kilomètres de côtes. Selon le ministère du transport maritime, environ 95 % du volume et 70 % de la valeur des échanges commerciaux sont faits par transport maritime.
L'Inde possède 12 ports majeurs, et 200 ports mineurs et intermédiaires. 

## Modernisation des ports
Les ports et l'industrie maritime jouent un rôle vital dans le développement des échanges commerciaux du pays. Le gouvernement Indien souhaite moderniser les ports, et en 2017 a approuvé le projet Sagar Mala (en) dans ce but. Le gouvernement Indien a autorisé des investissements directs étrangers jusqu'à 100 % pour les projets de construction et de maintenance portuaire. Le gouvernement a aussi lancé un programme national de développement maritime avec un budget de 13 milliards d'euros.

## Administration des ports
En Inde, le transport maritime est administré par le gouvernement central et le gouvernement des États.
Le ministère du transport maritime du gouvernement central administre les principaux ports, à l'exception du port d'Ennore. Les ports mineurs et intermédiaires sont, eux,  administrés par le ministère ou département approprié de l'État côtier dans lequel ils se trouvent. 

## Les principaux ports de l'Inde

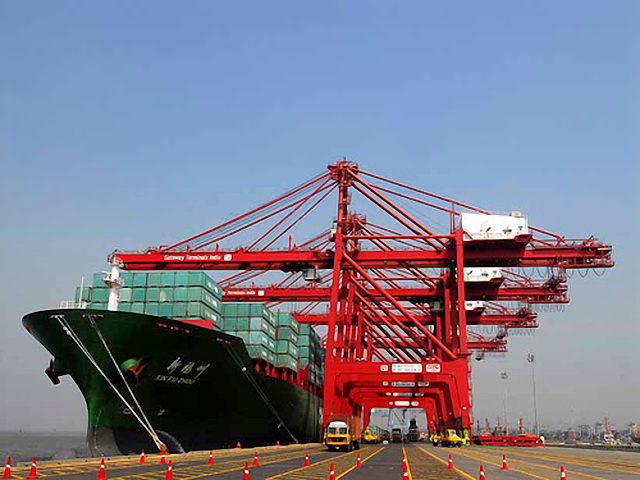
Navi Mumbai, Maharashtra

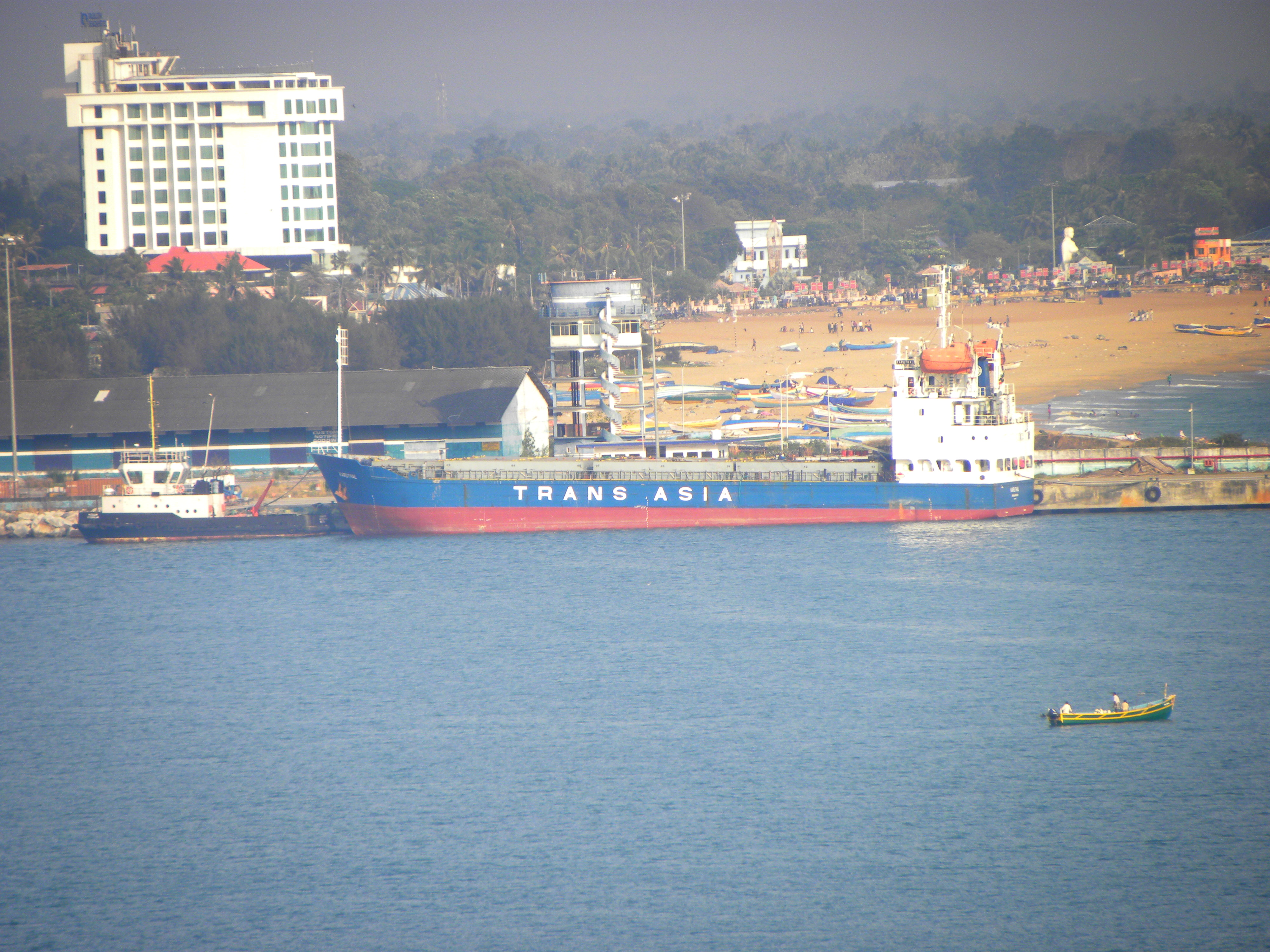
Port de Quilon situé dans la ville de Quilon au Kerala

Le port de Kandla est le plus grand port en termes de volume, et le port Jawaharlal Nehru est le plus grand terminal de conteneurs de l'Inde.
Les ports majeurs sont les suivants :
- Kolkata Port, Calcutta, Bengale-Occidental.
- Port de Paradip , Paradip, Odisha.
- Portde New Mangalore, Mangalore, Karnataka.
- Port de Cochin, Kochi, Kerala.
- Port Jawaharlal Nehru, Navi Mumbai, Maharashtra.
- Port de Mumbai Port, Mumbai, Maharashtra.
- Port de Kandla, Gandhidham, Gujarat.
- Port de Vishakhapatnam, Visakhapatnam, Andhra Pradesh.
- Chennai Port, Chennai, Tamil Nadu.
- Tuticorin Port, Thoothukudi, Tamil Nadu.
- Ennore Port,  Ennore, Chennai, Tamil Nadu.
- Mormugao Port, Mormugao, Goa.
- Port Blair port, Port Blair, Îles Andaman-et-Nicobar.

Les 200 ports non majeurs se trouvent dans les États suivants :- Maharashtra (48) ; Gujarat (42) ; Tamil Nadu (15) ; Karnataka (10) ; Kerala (17) ; Andhra Pradesh (12) ; Odisha (13) ; Goa (5) ; Bengale-Occidental (1) ; Daman et Diu (2) ; Lakshadweep (10) ; Territoire de Pondichéry (2) ; et Andaman & Nicobar (23).